# 伊賀津臣命
伊賀津臣命（いかつおみこと、生没年不詳）は、古代日本の豪族で中臣連の祖。『近江国風土記』逸文では伊香刀美、『尊卑分脈』の一本では伊香津臣命とも表記する。

## 概要
『記紀』に登場せず特に事績も知られないが、『近江国風土記』に掲載された余呉湖の羽衣伝説において、近江国伊香郡与胡郷西方の山の住人である伊香刀美として登場する。同書によると、天之八女が白鳥と共に与胡郷南方の伊香小江に天降って水浴びをする様子を伊香刀美が眺めており、一目惚れした伊香刀美が白犬を遣わして秘かに天衣を盗んだとされる。この天衣の持ち主は末妹であり、これによって天に昇れなくなったため、土地の人間となった天女を伊香刀美が妻として迎え入れ、男女四人の子供を儲けた。長子を意美志留、次子を那志等美、長女を伊是理比咩、次女を奈是理比売といい、これが伊香連の祖とされる。後に天女である母が天衣を探し出して天に帰り、伊香刀美は独りで虚しい床を守って溜息をつくばかりであったとされる。
伊香具神社の祭神であり社伝によると上古、当地が未開の湖沼地であった頃、伊香刀美が来て開拓し、その後子孫を守護したとされている（『近江輿地志略』）

## 系譜
父は御食津臣命で、妻は『近江国風土記』逸文では天女の末妹とされる。また、同逸文によれば、子供は意美志留（臣知人命）、那志登美、伊是理比咩、奈是理比売とされる。